# Národní park Cerro Castillo
Národní park Cerro Castillo se nachází v chilském regionu Aysén, přibližně 65 km jižně od města Coyhaique. Je přístupný z Carratery Austral. Chráněné území bylo vyhlášeno v roce 1970 a to jako přírodní rezervace. V roce 2017 došlo k její rekategorizaci na národní park. Rozloha parku je 179 550 ha.

## Popis
Domininantou parku je stejnojmenný masiv Cerro Castillo (2675 m n. m.) a laguna Chiguay. Hlavní horských hřeben táhnoucí se parkem je rozvodnicí mezi povodím řek Aysén a Ibáñez. Vstup do parku je jako v ostatních chilských národních parcích zpoplatněn. V roce 2018 ho navštívilo 5 795 osob (z toho 57% Chilanů a 43% zahraničních turistů). Ze zdejší fauny lze jmenovat např. autochtonní druhy huemul jižní, puma americká, pes horský, pes argentinský, pásovci a invazivní druh: prase divoké. Lesní porosty sestávají především ze stromů rodu pabuků.